# Расплата (телесериал)
«Расплата» — российский детективный 12-серийный фильм 2007 года. На DVD фильм указан как «Бандитский Петербург. Фильм 10. Расплата», однако он вышел на телеканале «Россия» под названием «Расплата» (без упоминания «Бандитский Петербург» в названии).

## В ролях
- Евгений Сидихин — Никита Никитич Кудасов, подполковник/полковник, начальник 15 отдела, начальник УБОП
- Ян Цапник — Игорь Николаевич Никифоров, журналист
- Юрий Ицков — Валентин Иванович Лосев, вор в законе «Сохатый» (арестован в 11-й серии)
- Александр Песков — Владимир Дмитриевич Нефёдов, предприниматель (арестован в 12-й серии)
- Татьяна Колганова — Ольга Викторовна Амелина, офицер наркоконтроля
- Сергей Плескин — Денис Васильевич Прошин, оперативник
- Дмитрий Гранкин — Сергей Владимирович Малышев, оперативник (убит «Телеком» в 7 серии)
- Пётр Журавлёв (озвучивание: Аркадий Волгин) — Сергей Сергеевич Журавский
- Алёна Биккулова — Алина Владимировна Шайтар, журналистка
- Михаил Тарабукин — Гелий Платонович Виноградов, помощник Нефёдова
- Сергей Кудрявцев — Михаил Васильевич Потапов
- Олег Чернов — Константин Александрович Ледогоров («Бабуин»), криминальный авторитет
- Елена Попова — Лариса, секретарша Нефедова (повесилась в 9 серии)
- Валерий Малюшин — Андрон, начальник службы безопасности Нефедова (убит Потаповым в 12 серии)
- Евгений Титов — Сергей (Серёга «Телек»), бандит (убит людьми Сохатого в 9 серии)
- Алексей Шишигин — Лабуцкий («Буц»), бандит (убит людьми «Сохатого» в 9 серии)
- Виктор Васильев — «Каша», бандит (убит «Телеком» в 8 серии)
- Владимир Богданов — Викентий Ялов, вице-премьер
- Алексей Фалилеев — Алексей Витальевич Гуреев, майор ФСБ
- Андрей Шимко — Георгий, стилист
- Владимир Жепко — Виктор
- Евгений Стратан — «Слон», бандит (убит Кудасовым в 10 серии)
- Галина Карелина — Марья Михайловна, мать Нефёдова (умерла в 12 серии)
- Владимир Дюков (озвучивание: Артур Ваха) — генерал Владимир Иванович, начальник ГУВД (ушёл в отставку в 12 серии)
- Олег Попов — юрист Нефёдова, однокурсник Никифорова
- Вадим Романов — Геннадий Сергеевич Филонов, начальник Северо-Западного морского пароходства (убит Телеком в 1 серии)
- Сергей Барышев — Эдуард Алексеевич, работник пароходства
- Виктор Хозяинов — Юрий Зиновьев, эксперт
- Александр Быковский — Владик Голубев, сын Ларисы, наркодилер (убит «Телеком» в 8 серии)
- Виктор Шубин — капитан судна «Оредеж» (убит «Слоном» в 10 серии)
- Сергей Заморев — Аркадий Борисович, политтехнолог
- Лев Елисеев — Иван Сергеевич
- Александр Завьялов — отец «Буца» (убит людьми «Сохатого» в 8 серии)
- Инесса Перелыгина-Владимирова — сотрудница редакции
- Александр Дергапутский (озвучивание: Валерий Захарьев) — Грач,Амосов,майор ФСБ
- Сергей Лосев — Анатолий Борисович, главный редактор
- Игорь Романов (озвучивание: Владимир Маслаков) — Василий Фомич, кладовщик
- Вадим Бочанов — торговец оружием
- Ирина Основина — Кира Валентиновна Лапницкая, редактор
- Андрей Толшин — Сергей, врач Нефёдова
- Юрий Ароян — директор магазина
- Кирилл Полухин — водитель
- Ольга Преснякова — Анна Викторовна, жена Филонова
- Сергей Уманов — судебный пристав
- Владимир Норенко — отец Амелиной
- Наталья Четверикова — Наталья Гавриловна, мать Амелиной
- Аглая Сидихина — Глаша, дочь Амелиной
- Николай Смирнов — полковник таможенной службы
- Владимир Космидайло — капитан буксира
- Иван Киричек — охранник магазина Челпанов (убит «Телеком» в 3 серии)
- Светлана Киреева — общественница
- Александр Корнеев — Владимир (Вова «Кузнец»)
- Андрей Обарухин — бандит, переодетый в сотрудника ДПС (убит людьми «Сохатого» в 9 серии)
- Рамиль Мустафин — частник, подвозивший Никифорова
- Марина Засухина — Оксана
- Олег Алмазов — эпизод
- Сергей Требесов — спецназовец на мосту (11 серия)
- Аркадий Коваль — «Гагарин» (бомж, компаньон Нефёдова) (11 серия)

## Съёмочная группа
Режиссёр: Сергей Винокуров
Сценаристы: Сергей Васильев (VI), Илья Тилькин, Василий Тюхин
Оператор: Игорь Берсон
Композитор: Игорь Корнелюк
Художник: Юрий Сотников
Продюсеры: Владимир Досталь, Леонид Маркин

## Краткое содержание
Старый приятель, а сейчас — не последний человек в Правительстве, Викентий Ялов, советует Нефедову купить морское пароходство и максимально вложиться в строительство новых кораблей.
Нефедов следует совету, так как это отвечает его главной цели — как можно быстрее легализовать все свои «черные» капиталы, а затем вывезти их на Запад. Дополнительный стимул ему придает неожиданно вспыхнувшая страсть к хорошенькой провинциалке, журналистке Алине. Тем самым Нефедов втягивается в интригу, затеянную против него высокими московскими кураторами Питера.
Сохатый и вышедший на свободу Бабуин организуют через Петербург наркотрафик из Азии в Европу, а также транзит оружия из Европы на Кавказ. Для этого они используют суда пароходства Нефедова, о чём тот не подозревает. Но убийство директора пароходства, совершенное некоей бандой молодых отморозков, спутывает все карты не только Нефедову и Сохатому, но и следящими за ними ФСБ и наркоконтролю. Подполковник Кудасов, расследующий преступления молодёжной банды, неожиданно оказывается в центре стремительно развивающихся событий. А убийство наркокурьеров и похищение чемодана с крупной партией героина окончательно запутывает весь клубок и распутать его предстоит Кудасову с его знаменитым 15-м отделом УБОПа.
В заключение сериала, Кудасов наконец находит семейное счастье и получает погоны полковника.

### Первая серия
Перед финансовой разведкой ФСБ и налоговиками поставлена задача в максимально короткие сроки изъять у олигархов накопленное.
Журавский отдает помощнику приказ составить список предприятий, в которых легально или нелегально участвуют капиталы Нефедова.
Чтобы выманить деньги у Нефедова, Журавский предлагает сделать ему такое предложение, от которого тот не сможет отказаться — купить Северо-Западное пароходство. А озвучить предложение лучше через вице-премьера правительства Ялова, давно прикормленного Нефедовым.

### Вторая серия
Подполковника УБОП Кудасова отзывают из отпуска: убит начальник Северо-Западного пароходства Филонов. Предварительное расследование показало, что это было не заказное убийство, а самый банальный грабеж. Однако руководство УБОП считает иначе, ведь Филонов руководил большим предприятием. Кудасову предстоит проверить эту версию.
В Питер возвращается Бабуин. Теперь сибирский посланец занимается грузовыми перевозками.

### Третья серия
Сохатый приводит Бабуина в порт и знакомит со своими сообщниками. Вместе им предстоит заниматься отправкой наркотиков за рубеж. Нефёдов просчитывает предстоящие расходы и доходы, связанные с морским пароходством. Его главная задача — найти способ, чтобы защитить себя от государства. В администрации президента пристально следят за действиями питерского олигарха. Сергей Сергеевич поручает своему помощнику организовать тотальный контроль за этим чрезвычайно предприимчивым господином.

### Четвёртая серия
В магазине, подвергшемся нападению, видеокамера фиксирует лицо одного из налетчиков.
Сохатый хочет продвинуть в законодательное собрание бывшего заключенного — авторитета Бабуина.
Нефедов собирается легализовать свои капиталы в России. Для осуществления своего плана он покупает несколько кораблей.
Алина на правах журналистки подбирается к Нефедову с целью выведать нужную информацию и соблазнить его.

### Пятая серия
Сохатый договаривается о поставке товара албанцам.
Алина в следственном отделе узнает на фотографии одного из бандитов, адрес которого ей известен.
Молодого наркоторговца Владика подставляют, и Сохатый, пользуясь этим, требует встречи с его матерью, работающей у Нефедова секретаршей. Сохатый заставляет женщину подменить лекарство для Нефедова.

### Шестая серия
Бабуина допрашивает Потапов. Он сообщает авторитету, что Сохатый занимается переправкой оружия за границу. Бабуину предлагают сотрудничество.
Нефедов приглашает Алину на свидание.
Спецслужбам становится известно, что Сохатый хочет вывезти крупную партию наркотиков в Европу, используя теплоход ничего не подозревающего Нефедова.
Потапов предлагает журналисту Никифорову написать статью о Нефедове и продажности чиновников.

### Седьмая серия
Банда молодых воров-отморозков — Буц, Каша и Телек — украли у Сохатого партию героина.
И милиция, и бандиты сбились с ног, чтобы найти похитителей. Но это им пока не удается.

### Восьмая серия
Милиция и бандиты пытаются найти одного из укравших наркотики по фамилии Лабуцкий. Оперативники приезжают к отцу молодого человека, но тот им ничего не говорит. Тем не менее бандитам удается «нажать» на него и узнать, где может находиться сын.
Ребята пытаются продать наркотики. Через некоего Владика они находят покупателя.
Люди Сохатого ранят Кашу.

### Девятая серия
Лариса признается Нефедову, что заменила его лекарства на таблетки, содержащие наркотики.
Бабуин при поддержке Сохатого становится депутатом.
Люди Сохатого находят ребят, укравших героин.
Милиция готовит операцию по задержанию партии оружия в момент его передачи.

### Десятая серия
После звонка «кладовщика» Никифоров едет в милицию и рассказывает, что «Оредеж» набит наркотиками, а сам звонивший взят в заложники.
Кудасову поручают в этом разобраться. Он пытается догнать «Оредеж» на буксире для повторного досмотра.
Между Кудасовым и бандитами начинается перестрелка, Слон активирует бомбу на борту.

### Одиннадцатая серия
«Кладовщик» звонит Никифорову, и тот приезжает к нему на квартиру. Туда же приезжают Сохатый и Кудасов.
Бизнес Нефедова терпит крах: слияние пароходства не состоялось, а сам предприниматель все больше зависит от наркотиков.
Кудасов и ФСБ готовят арест фуры с оружием, но опаздывают: боеприпасы уже успели перегрузить в машину террористов, и она следует дальше по намеченному маршруту.
Террористы, поняв, что их обнаружили, берут в заложники автомобилистов на ближайшем мосту.

### Двенадцатая серия
Бизнес Нефедова трещит по швам. Старые друзья и коллеги от него отвернулись. Алина по приказу Потапова ворует из сейфа Нефедова папку с документами. На месте преступления её застает Андрон, но Потапов его убивает и представляет Нефедова Кудасову как убийцу Андрона.
Нефедов объявлен в розыск.
Пароходство отходит государству, а генеральным директором становится Бабуин. Нефедова находят и отправляют в тюрьму. Там он встречает Сохатого.